# Soviet Suprem de la República Socialista Federativa Soviètica de Rússia
El Soviet Suprem de la República Socialista Federativa Soviètica de Rússia (en rus: Верховный Совет РСФСР, Verkhovny Sovet RSFSR), en la seva darrera etapa com a Soviet Suprem de la Federació Russa (en rus: Верховный Совет Ровет Росикосд Роской Совет Роховный Совен y Federatsii), va ser la institució governamental suprema de la RSFSR des del 1938 al 1990, i de manera efímera, del 1990 al 1993, va ser un òrgan legislatiu permanent, escollit pel Congrés dels Diputats del Poble de Rússia.
El Soviet Suprem es va establir per tenir una estructura similar al Soviet Suprem de l'URSS el 1938, en comptes del Congrés dels Soviets de Tota Rússia. A la dècada de 1940, el Presídium del Soviet Suprem i el Consell de Ministres de la RSFSR estaven situats a l'antiga mansió dels comtes Osterman, que més tard el 1991 va ser donada a un museu. Les sessions es van celebrar al Gran Palau del Kremlin. El 1981 el Soviet Suprem es va traslladar a un edifici especialment construït al terraplè de Krasnopresnenskaya, La Casa dels Soviets.
El Soviet Suprem va ser abolit l'octubre de 1993, després dels esdeveniments de la crisi constitucional, i substituït per l'Assemblea Federal de Rússia, formada pel Consell de la Federació i la Duma Estatal.
Abans de 1990, el president del Presídium del Soviet Suprem era cap d'estat de la RSFSR però només exercia poders nominals. A diferència d'altres repúbliques de la Unió Soviètica, la RSFSR no tenia el seu propi Partit i, per tant, tampoc els seus propis Primers Secretaris, que en altres repúbliques són relativament independents del poder, fins al 1990, quan es va impulsar la creació del Partit Comunista de la RSFSR. Després de l'adopció de les esmenes a la Constitució de la RSFSR l'octubre de 1989, el càrrec de president del Presídium del Soviet Suprem va ser suprimit i el càrrec del cap d'estat rus va passar directament al president del Soviet Suprem el maig de 1990.
De 1990 a 1993, el Soviet Suprem estava format per 252 diputats en dues cambres, el Soviet de la República i el Soviet de Nacionalitats. Tanmateix, el Soviet Suprem bicameral era nominal, perquè les decisions principals s'adoptaven com a resolucions conjuntes i resolucions concurrents de totes les cambres; moltes de les comissions legislatives estaven compartides entre aquestes cambres. El Soviet Suprem de Rússia va deixar d'existir després dels fets de la crisi constitucional de 1993.

### Presidents del Presídium del Soviet Suprem de laRSFSR
| Nom                       | Període                                          |
| ------------------------- | ------------------------------------------------ |
| Alexei Badaev             | 19 de juliol de 1938 - 4 de març de 1944         |
| Ivan Vlasov (en funcions) | 9 d'abril de 1943 - 4 de març de 1944            |
| Nikolay Shvernik          | 4 de març de 1944 - 25 de juny de 1946           |
| Ivan Vlasov               | 25 de juny de 1946 - 7 de juliol de 1950         |
| Mikhail Tarasov           | 7 de juliol de 1950 - 16 d'abril de 1959         |
| Nikolai Ignatov           | 16 d'abril - 26 de novembre de 1959              |
| Nikolai Organov           | 26 de novembre de 1959 - 20 de desembre de 1962  |
| Nikolai Ignatov           | 20 de desembre de 1962 - 14 de novembre de 1966) |
| Vacant                    | 14 de novembre-23 de desembre de 1966            |
| Mikhail Yasnov            | 23 de desembre de 1966 - 26 de març de 1985      |
| Vladimir Orlov            | 26 de març de 1985 - 3 d'octubre de 1988         |
| Vitaly Vorotnikov         | 3 d'octubre de 1988 - 29 de maig de 1990         |

### Presidents del Soviet Suprem de laRSFSR
| Nom                              | Període                                     |
| -------------------------------- | ------------------------------------------- |
| Andrei Zhdanov                   | 15 de juliol de 1938 - 20 de juny de 1947   |
| Mikhail Tarasov                  | 20 de juny de 1947 - 14 de març de 1951     |
| Leonid Solovyov                  | 14 de març de 1951 - 23 de març de 1955     |
| Ivan Goroshkin                   | 23 de març de 1955 - 15 d'abril de 1959     |
| Vasily Prokhorov                 | 15 d'abril de 1959 - 4 d'abril de 1963      |
| Vasily Krestyaninov              | 4 d'abril de 1963 - 11 d'abril de 1967      |
| Mikhail Millionshchikov          | 11 d'abril de 1967 - 27 de maig de 1973     |
| Vladimir Kotelnikov              | 30 de juliol de 1973 - 25 de març de 1980   |
| Nikolai Gribachov                | 25 de març de 1980 - 16 de maig de 1990     |
| Boris Ieltsin                    | 29 de maig de 1990 - 10 de juliol de 1991   |
| Ruslan Khasbulatov (en funcions) | 10 de juliol de 1991 - 29 d'octubre de 1991 |
| Ruslan Khasbulatov               | 29 d'octubre de 1991 - 4 d'octubre de 1993  |